# بانزركامفاجن إي-100
بانزركامفاجن إي-100) هو تصميم دبابة ألمانية ثقيلة للغاية تم تطويرها في نهاية الحرب العالمية الثانية. اقترح أن يكون الأساس لنظام مدفعية ثقيلة، مركبة مضادة للطائرات، ومدمرة دبابات ثقيلة جدا. بحلول نهاية الحرب، كان قد تم إنتاج هيكل أولي واحد من طراز إي 100، وتم الانتهاء منه جزئيًا فقط. بعد الحرب، تم شحن النموذج الأولي إلى المملكة المتحدة لإجراء الأختبارات، لكن تم إلغاؤه لاحقًا.

## تطوير

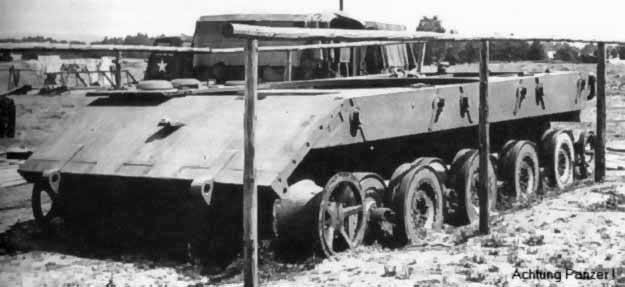
شاسيه إي-100

أمر مكتب ذخائر الجيش بالتصميم الأساسي بالتوازي مع تطوير بورش موس في حزيران/يونيو 1943. كانت أثقل دبابة من سلسلة إنتواكلونغ (إي) سلسلة المركبات، تهدف إلى توحيد العديد من المكونات. التصاميم المقترحة كانت إيـ-10, إي-25, إي-50, إي-75 وأخيرا إي-100.
في مارس 1944، قدمت شركة ادلر في فرانكفورت مخططًا 021A38300 لدبابة فائقة الثقل تسمى إي-100، بعد اقتراح الدبابة في أبريل 1943 مع مركبات سلسلة إنتواكلونغ الأخرى. وفقا للمخططات، سيتم تزويد الدبابة بـمدفع من عيار 150 مم و75 مم. تم اقتراح نوعين من المحركات: واحد كان 700 حصان مايباخ HL230، مع آلية نقل وتحويل مستعارة من دبابة تايجر 2. كانت السرعة القصوى المقدرة 23  كم / ساعة. سيكون البديل الثاني محرك 1200 حصان مايباخ وبسرعة قصوى تقدر بـ 40 كم / ساعة. يحتوي التصميم على تنانير جانبية قابلة للإزالة ومسارات نقل ضيقة لجعل النقل بالسكك الحديدية أكثر قابلية للتطبيق. كان هذا التصميم مشابهًا جدًا لاقتراح `` تايجر-ماوس '' الأصلي، ولكنه كان أكبر من 900   عجلات طريق بقطر ملم ونظام تعليق جديد بنابض بدلا من قضبان الالتواء الأصلية تم تصميم برج جديد. تهدف إلى أن تكون أبسط وأخف وزنا من برج ماوس. تم منح الإذن لإنتاج الدبابات بناءً على الاستخدام المحتمل لـ إي-100 كمدمرة للدبابات مع إما بمدفع من عيار 15 سم StuK L / 63 أو 17 سم StuK L / 53.
في يوليو 1944، أمر هتلر بإيقاف تطوير الدبابات الثقيلة للغاية. استمر العمل على إي-100 بأولوية منخفضة للغاية، مع توافر ثلاثة موظفين فقط من أدلر لتجميع النموذج الأولي.

لم يكتمل النموذج الأولي بالكامل مطلقًا وتم العثور عليه من قبل كتيبة المدفعية الميدانية 751 للقوات الأمريكية في أبريل 1945. تم أخذ السيارة المكتملة جزئيًا من قبل الجيش البريطاني لتقييمها ثم تم التخلص منها في الخمسينيات. 

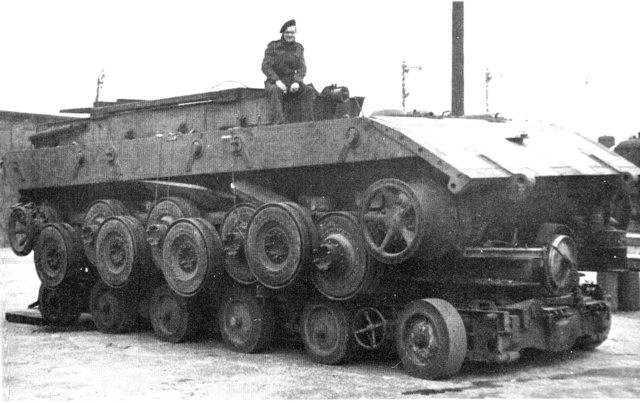
استولت القوات البريطانية على النموذج الأولي في عام 1945 ، الموضح هنا على مقطورة.